# نادر خضر
نادر خضر (بالإنجليزية: Nader Khedr) مغني سوداني. ولد في مدينة أم درمان في حي «بانت شرق».

## عن حياته
ولد في حي بانت شرق الحي الأمدرماني العريق، ودرس الابتدائية في مدرسة أبو كدوك (أ) و المرحلة المتوسطة: بيت الأمانة و الثانوي العالي درس بمدرستين
الأولى مدرسة النصر والثانية المؤتمر الثانوية .
ودرس الجامعة بالهند كلية الاقتصاد والعلوم السياسية بجامعة بونا 
.

## فترة البدايات
البداية الحقيقية كفنان محترف على خشبة المسرح تحديدا أكتوبر 1994م.
.

## أغاني تغنّى بها[3]
- أقدار يا نور عيني[4]

- أجمل حبيب للروح[5]

- أجمل حاجة فينا[6]

- عمت البشائر[7]

- آخر المطاف

- الأحبة

- الأماني العذبة

- البنريدو تايه

- البقولو الناس شوية[8]

- الدنيا بخيرا

- الليلة جيت شايل الفرح

- الفات زمان

- الليلة وين

- علمني أنسي هواك

- الساعة خمسة

- السافر ساب ريدو

- السمحة نوارة فريقنا

- الشاغلين فؤادي

- الزول العسل

- أنا غيرك ما حبيت

- أسباب غرورك

- أسباب جفاك

- عشان بريدك

- عذبني وزيد عذابي

- برضي زيك

- دار أم بادر

- قدر ما تقدر اتدلل

- أنت لو فكرت تذكر غرامك

- أنت ما مشتاقة لي

- اشتقت ليك

- قلبك نوى

- جاي تفتش الماضي

- قول الصدق كامل

- كيف أنساك

- كيف تفارق

- خاتم المنى

- لإنك عندي كل الخير

- لما ترجع بالسلامة

- لميس

- ليه كل العذاب

- لسه الدنيا بخير

- لو الريدة أدت زول

- ما براي [9]

- ما كنت متصور

- مجهول مصير

- شذى زهر

- راح مني

- صابر فوق آذاي

- سهام عينيك

- سحر العيون

- سلافة الفن

- تعال يا ليل

- تاجوج

- وا ناري

- يا عديلة

- يا أمل موعود

- يا غالية نبع الحنان

- يا ساحر

- يعني ما مشتاقة لي[10]

كما تغنى نادر خضر للأطفال

## قالوا عنه في يوم رحيله
- السموأل خلف الله وزير الثقافة : إن رحيل الفنان نادر خضر فقدٌ جلل خرج له كل الرجال والنساء بأم درمان، وهو فنان شباب يعتبر سفارة ثقافية، وهو فنان متميز بأخلاقه وأدائه الفني، ودائماً كان في مقدمة الذين يبادرون بعمل الخير والمشاركة في الاحتفالات الوطنية وحمل هم الأغنية السودانية خارج الوطن فكان نجم السودان في أثيوبيا وأريتريا وكل شرق أفريقيا. وكان من المفترض أن يشارك في مهرجان بأثيوبيا في الأيام القادمة وتلقينا برقية تعزية من فناني أثيوبيا في وفاتهم ووعدوا بحضورهم للسودان للتعزية.[12]

- الفنان سيف الجامعة : نادر خضر من الفنانين المهمومين بقضايا الفن، وكان ينتقي الكلمات ويعتبر من جيل الشباب الناجحين في الغناء، وهو فقد جلل للوسط الفني.[13]

- الفنان محمد ميرغني: الدوام لله.. نادر خضر فنان نادر في معاملته وسمح الأخلاق والمعشر وأخو أخوان وواضح في تعامله، وكان جميلاً باشاً ضاحكاً..[12]

- الفنانة حنان بلوبلو: إنا اليوم حزينة تلقى خبر وفاة الفنان الخلوق نادر خضر والذي شرف السودان كثيراً خارج البلاد في أغنياته ذات الإيقاع الخفيف والمطرب والذي جعل له معجبين بأثيوبيا وأريتريا في كثير من حفلاته الخارجية[13]

- عبد الحميد موسى كاشا والي جنوب دارفور الأسبق : نادر خضر بالنسبة لنا فقد كبير وجلل هو وزملاؤه الذين رافقوه وهو من جيل الشباب الذين أثروا الفن بالغناء الجميل والآن يفقده جمهور الغناء السوداني حيث كان لنادر حضور دائم في شتى المناسبات والاحتفالات في الأتراح والأفراح ونحن إذ نفقده إنما نفقد أحد ركائز ودعائم الفن السوداني..[14]

- الفنان كمال ترباس : نادر خضر فقد عظيم وكان ذا خلق وكرم فياض وهو صديق لكل الناس وهذا استفتاء بالنسبة للفقيد لمحبة الناس له[15]

- الفنان فرفور : أنا آخر مرة كنت معه قبل أسبوع، ونادر خضر رجل حبوب ورائع [14]

- الفنان أحمد الصادق : أنا التقيت الراحل في احتفال في إستاد الخرطوم ودا كان آخر يوم ألاقيه فيه ونحن نفتقده كشباب قبل أن نكون فنانين [15]

- الفنان حمد الريح: هذا الخبر أليم بالنسبة لنا ولكن الموت هو المصير الذي يواجهه كل إنسان ونحن نعزي جميع الشعب السوداني وكل أهل الفن وأسر الذين غادروا معه هذه الدنيا الفانية ولا نملك إلا قول لا حول ولا قوة إلا بالله وأنا بالنسبة لي رجل عزيز جداً وقد قابتله قبل إسبوعين في حفل في القاهرة [14]

## وفاته
توفي نادر خضر في حادث حركة بطريق التحدي قرب مدينة شندي شمال العاصمة السودانية الخرطوم في 20 مايو 2012 .

## وصلات خارجية
أغاني وأغاني 2010 - نادر خضر- حبة شوق